# Mangospot
MangoSpot er en byguide, hvori almindelige bygængere kan anmelde deres besøg på eks. restauranter, caféer, barer og take away steder i byen. Det særlige ved MangoSpot sammenlignet med de fleste andre kulturguider er, at det er almindelige borgere, der skriver anmeldelserne. Det betyder, man slipper for, at én anmelders mening bliver altafgørende og i stedet bliver det afgørende, hvad flertallet mener.
MangoSpot startede i Aarhus i 2007 og har åbnet i København og Aalborg i 2008

## Mangospotprisen
Mangospot oprettede i juni 2007 Mangospotprisen, der uddeles til de steder i Aarhus, der får de bedste anmeldelser af brugerne. 

### Mangospotprisen 2007 – Aarhus
I 2007 gik prisen til Klassisk 65, som blev kåret til årets restaurant i Aarhus. 

### Mangospotprisen 2008 – Aarhus
I 2008 uddeltes prisen i 5 kategorier :
Vinderne var: 
- Restaurant $ – Restaurant White Elephant
- Restaurant $$ – Klassisk 65
- Restaurant $$$ – Restaurant Svineriet
- Café – Deli de luxe
- Take Away – Charlie's

## Ekstern henvisning
- www.mangospot.dk